# بیا از عشق بگوییم (آلبوم مدرن تاکینگ)
«بیا از عشق بگوییم» (به انگلیسی: Let's Talk About Love) آلبومی از مدرن تاکینگ است که در سال ۱۹۸۵ میلادی منتشر شد.